# Agencija za civilno zrakoplovstvo
Agencija za civilno zrakoplovstvo (CCAA) je stručna Vladina organizacija zadužena za praćenje i provođenje međunarodnih standarda neophodnih za ispunjavanje odgovornosti države za kontrolu sigurnosti zračnog prometa. Osnovana je temeljem odluke Vlade 18. siječnja 2007. a s operativnim radom počela je 9. ožujka 2009. godine.  

### Pozadina
Neovisni razvoj nacionalnih zrakoplovnih vlasti rezultirala je različitim propisima od zemlje do zemlje. Posljedica toga bili su zahtjevi prema proizvođačima zrakoplova za razvijanje različitih modela prema propisima određene zemlje, kao i teškoće koje su zrakoplovne kompanije imale s pravnim sustavima tih zemalja. U nastojanju rješavanja tih pitanja 1944. godine potpisana je Konvencija o međunarodnom civilnom zrakoplovstvu (Čikaška konvencija). Slijedilo je osnivanje Organizacije međunarodnog civilnog zrakoplovstva (ICAO) u sklopu Ujedinjenih naroda 1947. koja nadzire države članice u provedbi regulatornih promjena u cilju što boljeg usklađivanja usvojenih propisa.

### Nadležnosti
Agencija je uz poslove vezane za sigurnost zračnog prometa zadužena za izdavanje certifikata, nadzor i kontrolu kako bi se osiguralo neprekidno izvršavanje zahtjeva za obavljanje zračnog prijevoza i ostalih poslova u zračnom prometu. Rad agencije sukladan je s ICAO i EASA međunarodnim standardima. U važniji dio nadležnosti agencije spada:
- izrada i primjena Nacionalnog programa u sigurnosti zračnog prometa,
- certificiranje zrakoplova uključujući njegove inspekcijske preglede tehničkog i operativnog stanja,
- izdavanje licencija i odobrenja zrakoplovnom osoblju,
- izdavanje certifikata i licencija zračnim prijevoznicima,
- vođenje registra civilnih zrakoplova i drugih registara u civilnom zrakoplovstvu Republike Hrvatske,
- certificiranje civilnih aerodroma,
- nadzor u području zaštite zračnog prometa,
- zaštita okoliša u odnosu na zračni promet.